# Bokstraat (Heerlen)
De Bokstraat is een straat van de Nederlandse stad Heerlen in het stadsdeel Heerlerheide provincie Limburg.
De straat loopt vanaf een rotonde met daaraan uitkomend de Rennemigstraat, Ganzeweide, Gravenstraat, Unolaan en Pappersjans tot aan de Schelsberg, waar hij in overgaat.
Op de Bokstraat komen drie zijstraten uit, dat zijn de Hei Grindelweg en Litscherboord welke beiden aan een rotonde liggen; de evenwijdig lopende Bronkstraat is voor voetgangers via woonerven te bereiken. Er bevinden zich aan de Bokstraat verschillende winkels en cafés. De woningen vertonen een verscheidenheid aan woonstijlen: er zijn er die vrijstaand zijn maar ook twee onder één kap alsook rijtjeshuizen.

## Geschiedenis
- Boc wordt al vermeld als nederzetting op de kaart van Ortelius Limburgensis ducatus tabula nova uit 1603 en de Atlas van Blaeu uit 1633.
- De overgang met de Schelsberg werd in de 20e eeuw gevormd door een spoorwegviaduct van de spoorlijn naar de Oranje Nassaumijn IV. Het viaduct werd in 1926 gebouwd en eind jaren tachtig gesloopt.
- In de jaren negentig van de 20e eeuw was er de nodige beroering bij de bewoners van de Bokstraat, omdat het CDA en de PvdA een permanente plek voor methadonverstrekking aan deze straat wilden vestigen, waar uiteindelijk door een grote protestactie van bewoners toch vanaf werd gezien.[1]
- Zaterdag 1 november 2008 kwam de Bokstraat in het nieuws door een moord die plaatsvond bij het benzinestation aldaar, waarbij de 22-jarige Imad Kassimi werd doodgeschoten.[2]